# Општина Салина Круз (Оахака)
Салина Круз (шп. Salina Cruz) општина је у Мексику у савезној држави Оахака. Општина се налази на надморској висини од 22 м.

## Становништво
Према подацима из 2010. у општини је живело 82371 становника.

### Хронологија
| Година       | 2000                  | 2005                  | 2010                  |
| ------------ | --------------------- | --------------------- | --------------------- |
| Становништво | 76452 (36897 / 39555) | 76219 (36663 / 39556) | 82371 (39508 / 42863) |

### Попис
| \| \| м \| \| \| ж \| \| 0—2 \| 2.093 \| \| \| 1.957 \| \| 3—5 \| 2.120 \| \| \| 2.205 \| \| 6—11 \| 4.534 \| \| \| 4.379 \| \| 12—14 \| 2.274 \| \| \| 2.223 \| \| 15—17 \| 2.505 \| \| \| 2.485 \| \| 18—24 \| 4.683 \| \| \| 5.096 \| \| 60+ \| 3.763 \| \| \| 4.182 \| \| Просек : \| 29,9 \| \| \| 31,0 \| |       |  |  |       |
| |       |  |  |       |
| | м     |  |  | ж     |
| 0—2 | 2.093 |  |  | 1.957 |
| 3—5 | 2.120 |  |  | 2.205 |
| 6—11 | 4.534 |  |  | 4.379 |
| 12—14 | 2.274 |  |  | 2.223 |
| 15—17 | 2.505 |  |  | 2.485 |
| 18—24 | 4.683 |  |  | 5.096 |
| 60+ | 3.763 |  |  | 4.182 |
| Просек : | 29,9  |  |  | 31,0  |

| #   | Индикатор                                                                                        | Вредност |
| --- | ------------------------------------------------------------------------------------------------ | -------- |
| 1   | Становништво од 0 до 2 године                                                                    | 4050     |
| 2   | Мушко становништво од 0 до 2 године                                                              | 2093     |
| 3   | Женско становништво од 0 до 2 године                                                             | 1957     |
| 4   | Становништво са 3 и више година                                                                  | 78137    |
| 5   | Мушко становништво са 3 и више година                                                            | 37325    |
| 6   | Женско становништво са 3 и више година                                                           | 40812    |
| 7   | Становништво са 5 и више година                                                                  | 75253    |
| 8   | Мушко становништво са 5 и више година                                                            | 35893    |
| 9   | Женско становништво са 5 и више година                                                           | 39360    |
| 10  | Становништво са 12 и више година                                                                 | 64899    |
| 11  | Мушко становништво са 12 и више година                                                           | 30671    |
| 12  | Женско становништво са 12 и више година                                                          | 34228    |
| 13  | Становништво са 15 и више година                                                                 | 60402    |
| 14  | Мушко становништво са 15 и више година                                                           | 28397    |
| 15  | Женско становништво са 15 и више година                                                          | 32005    |
| 16  | Становништво са 18 и више година                                                                 | 55412    |
| 17  | Мушко становништво са 18 и више година                                                           | 25892    |
| 18  | Женско становништво са 18 и више година                                                          | 29520    |
| 19  | Становништво од 3 до 5 година                                                                    | 4325     |
| 20  | Мушко становништво од 3 до 5 година                                                              | 2120     |
| 21  | Женско становништво од 3 до 5 година                                                             | 2205     |
| 22  | Становништво од 6 до 11 година                                                                   | 8913     |
| 23  | Мушко становништво од 6 до 11 година                                                             | 4534     |
| 24  | Женско становништво од 6 до 11 година                                                            | 4379     |
| 25  | Становништво од 8 до 14 година                                                                   | 10471    |
| 26  | Мушко становништво од 8 до 14 година                                                             | 5285     |
| 27  | Женско становништво од 8 до 14 година                                                            | 5186     |
| 28  | Становништво од 12 до 14 година                                                                  | 4497     |
| 29  | Мушко становништво од 12 до 14 година                                                            | 2274     |
| 30  | Женско становништво од 12 до 14 година                                                           | 2223     |
| 31  | Становништво од 15 до 17 година                                                                  | 4990     |
| 32  | Мушко становништво од 15 до 17 година                                                            | 2505     |
| 33  | Женско становништво од 15 до 17 година                                                           | 2485     |
| 34  | Становништво од 18 до 24 године                                                                  | 9779     |
| 35  | Мушко становништво од 18 до 24 године                                                            | 4683     |
| 36  | Женско становништво од 18 до 24 године                                                           | 5096     |
| 37  | Женско становништво од 15 до 49 година                                                           | 23668    |
| 38  | Становништво са 60 и више година                                                                 | 7945     |
| 39  | Мушко становништво са 60 и више година                                                           | 3763     |
| 40  | Женско становништво са 60 и више година                                                          | 4182     |
| 41  | Однос између мушкараца и жена                                                                    | 92.17    |
| 42  | Становништво од нуле до 14 година                                                                | 21785    |
| 43  | Становништво од 15 до 64 године                                                                  | 55207    |
| 44  | Становништво од 65 година и више                                                                 | 5195     |
| 45  | Просечан број деце                                                                               | 2.12     |
| 46  | Становништво рођено у ентитету                                                                   | 69935    |
| 47  | Мушко становништво рођено у ентитету                                                             | 33152    |
| 48  | Женско становништво рођено у ентитету                                                            | 36783    |
| 49  | Становништво рођено у другом ентитету                                                            | 12034    |
| 50  | Мушко становништво рођено у другом ентитету                                                      | 6160     |
| 51  | Женско становништво рођено у другом ентитету                                                     | 5874     |
| 52  | Становништво од 5 година и више резидентно у ентитету у јуну 2005. године                        | 71564    |
| 53  | Мушко становништво старосног доба од 5 година и више, резидентно у ентитету у јуну 2005. године  | 33982    |
| 54  | Женско становништво старосног доба од 5 и више година, резидентно у ентитету у јуну 2005. године | 37582    |
| 55  | Становништво од 5 година и више које је живело у другом ентитету у јуну 2005. године             | 3166     |
| 56  | Мушко становништво старије од 5 година које је живело у другом ентитету у јуну 2005. године      | 1635     |
| 57  | Женско становништво старије од 5 година које је живело у другом ентитету у јуну 2005. године     | 1531     |
| 58  | Становништво од 3 године и више које говори аутохтони језик                                      | 4164     |
| 59  | Мушко становништво старо 3 године и више које говори аутохтони језик                             | 1847     |
| 60  | Женско становништво старо 3 године и више које говори аутохтони језик                            | 2317     |
| 61  | Становништво од 3 године и више које говори аутохтони језик и не говори шпански језик            | 15       |
| 62  | Мушко становништво старо 3 године и више које говори аутохтони језик и не говори шпански         | 3        |
| 63  | Женско становништво старо 3 године и више које говори аутохтони језик и не говори шпански језик  | 12       |
| 64  | Становништво старо 3 године и више које говори аутохтони језик и шпански                         | 3896     |
| 65  | Мушко становништво старо 3 године и више које говори аутохтони језик и шпански                   | 1747     |
| 66  | Женско становништво старо 3 године и више које говори аутохтони језик и шпански                  | 2149     |
| 67  | Становништво од 5 година и више које говори аутохтони језик                                      | 4153     |
| 68  | Становништво од 5 година и више које говори аутохтони језик и не говори шпански језик            | 15       |
| 69  | Становништво од 5 година и више које говори аутохтони језик и говори шпански језик               | 3888     |
| 70  | Становништво у домородачким домаћинствима                                                        | 10475    |
| 71  | Становништво са ограничењима у активностима                                                      | 2479     |
| 72  | Становништво са ограниченим ходањем или кретањем, горе или доле                                  | 1423     |
| 73  | Становници са ограничењима вида, чак и уз кориштење сочива                                       | 490      |
| 74  | Становништво са ограничењима говора, комуникације или конверзације                               | 260      |
| 75  | Становништво са ограниченим слухом                                                               | 220      |
| 76  | Становништво са ограничењима при одевању, купању или јелу                                        | 134      |
| 77  | Становништво са ограничењима у опажању или учењу једноставних ствари                             | 114      |
| 78  | Становништво са менталним ограничењима                                                           | 334      |
| 79  | Становништво без ограничења активности                                                           | 79186    |
| 80  | Становништво од 3 до 5 година које не похађа школу                                               | 1732     |
| 81  | Мушко становништво од 3 до 5 година које не похађа школу                                         | 881      |
| 82  | Женско становништво од 3 до 5 година које не похађа школу                                        | 851      |
| 83  | Становништво од 6 до 11 година које не похађа школу                                              | 164      |
| 84  | Мушко становништво од 6 до 11 година које не похађа школу                                        | 92       |
| 85  | Женско становништво од 6 до 11 година које не похађа школу                                       | 72       |
| 86  | Становништво од 12 до 14 година које не похађа школу                                             | 214      |
| 87  | Мушко становништво од 12 до 14 година које не похађа школу                                       | 119      |
| 88  | Женско становништво од 12 до 14 година које не похађа школу                                      | 95       |
| 89  | Становништво од 15 до 17 година похађа школу                                                     | 4043     |
| 90  | Мушко становништво од 15 до 17 година похађа школу                                               | 2018     |
| 91  | Женско становништво између 15 и 17 година живота у школи                                         | 2025     |
| 92  | Становништво од 18 до 24 године похађа школу                                                     | 3439     |
| 93  | Мушко становништво од 18 до 24 године похађа школу                                               | 1742     |
| 94  | Женско становништво од 18 до 24 године похађа школу                                              | 1697     |
| 95  | Становништво од 8 до 14 година које не може да чита и пише                                       | 231      |
| 96  | Мушко становништво старосног доба од 8 до 14 година које не може да чита и пише                  | 141      |
| 97  | Женско становништво старосног доби од 8 до 14 година које не може да чита и пише                 | 90       |
| 98  | Становништво од 15 година и више које је неписмено                                               | 3426     |
| 99  | Мушко становништво од 15 година и више које је неписмено                                         | 892      |
| 100 | Женско становништво од 15 година и више које је неписмено                                        | 2534     |
| 101 | Становништво старо 15 и више година без школовања                                                | 3955     |
| 102 | Мушко становништво старо 15 и више година без школовања                                          | 1157     |
| 103 | Женско становништво старо 15 и више година без школовања                                         | 2798     |
| 104 | Становништво старосног доба 15 и више година са непотпуним основним образовањем                  | 6260     |
| 105 | Мушко становништво старосног доба од 15 година и више са непотпуном основним образовањем         | 2597     |
| 106 | Женско становништво старосног доба 15 и више година са непотпуном основним образовањем           | 3663     |
| 107 | Становништво старо 15 и више година са комплетним основним образовањем                           | 9356     |
| 108 | Мушко становништво старо 15 година и више са комплетним основним образовањем                     | 4121     |
| 109 | Женско становништво старо 15 и више година са комплетним основним образовањем                    | 5235     |
| 110 | Становништво старосног доба 15 и више година са непотпуним средњим образовањем                   | 2972     |
| 111 | Мушко становништво старосног доба од 15 година и више са непотпуним средњим образовањем          | 1581     |
| 112 | Женско становништво старосног доба од 15 година и више са непотпуним средњим образовањем         | 1391     |
| 113 | Становништво старо 15 и више година са пуним секундарном образовањем                             | 13418    |
| 114 | Мушко становништво старосног доба од 15 година и више са пуним секундарном образовањем           | 6406     |
| 115 | Женско становништво старосног доба од 15 година и више са пуним секундарном образовањем          | 7012     |
| 116 | Становништво старије од 18 година са постосновним образовањем                                    | 22380    |
| 117 | Мушко становништво старије од 18 година са постосновним образовањем                              | 11598    |
| 118 | Женско становништво старије од 18 година са постосновним образовањем                             | 10782    |
| 119 | Просечна оцена школовања                                                                         | 9.02     |
| 120 | Просечан ниво образовања мушке популације                                                        | 9.57     |
| 121 | Просечан ниво образовања женског становништва                                                    | 8.53     |
| 122 | Економски активно становништво                                                                   | 32562    |
| 123 | Економски активна мушка популација                                                               | 21025    |
| 124 | Економски активна женска популација                                                              | 11537    |
| 125 | Становништво које није економски активно                                                         | 32069    |
| 126 | Мушко становништво које није економски активно                                                   | 9508     |
| 127 | Женско становништво које није економски активно                                                  | 22561    |
| 128 | Запослено становништво                                                                           | 30666    |
| 129 | Запослено мушко становништво                                                                     | 19484    |
| 130 | Запослено женско становништво                                                                    | 11182    |
| 131 | Незапослена популација                                                                           | 1896     |
| 132 | Незапослена мушка популација                                                                     | 1541     |
| 133 | Незапослена женска популација                                                                    | 355      |
| 134 | Становништво без права на здравствене услуге                                                     | 24198    |
| 135 | Становништво које има право на здравствене услуге                                                | 57888    |
| 136 | Становништво које има право на ИМСС                                                              | 16699    |
| 137 | Становништво које има право на социјално осигурање                                               | 6219     |
| 138 | Становништво које има право на државно социјално осигурање                                       | 113      |
| 139 | Становништво које има право на опште осигурање или здравствено осигурање за нову генерацију      | 14541    |
| 140 | Становништво које је било једном или није било у браку током 12 година и више                    | 21839    |
| 141 | Венчано или уједињено становништво од 12 година и више                                           | 35964    |
| 142 | Становништво које је било у браку или уједињено 12 година и више                                 | 6988     |
| 143 | Становништво са католичком религијом                                                             | 59831    |
| 144 | Протестанти, еванђелисти и библијски следбеници различити од еванђелиста                         | 13088    |
| 145 | Становништво са другим религијама различитим од претходних                                       | 38       |
| 146 | Становништво без религије                                                                        | 8495     |
| 147 | Укупно пописаних домаћинства                                                                     | 23127    |
| 148 | Пописна домаћинства на челу са мушкарцима                                                        | 16312    |
| 149 | Пописна домаћинства на челу са женама                                                            | 6815     |
| 150 | Становништво у пописним домаћинствима                                                            | 82168    |
| 151 | Становништво у пописним домаћинствима на челу са мушкарцима                                      | 60813    |
| 152 | Становништво у пописним домаћинствима на челу са женама                                          | 21355    |
| 153 | Укупно домаћинстава                                                                              | 28553    |
| 154 | Укупно насељених домаћинстава                                                                    | 23186    |
| 155 | Укупно приватних кућа                                                                            | 28494    |
| 156 | Насељени приватни домови                                                                         | 23127    |
| 157 | Укупно насељених приватних кућа                                                                  | 23182    |
| 158 | Ненасељене приватне куће                                                                         | 4043     |
| 159 | Појединачна домаћинства за привремену употребу                                                   | 1324     |
| 160 | Становници у насељеним приватним кућама                                                          | 82168    |
| 161 | Насељеност станара у приватним становима                                                         | 3.55     |
| 162 | Просечно становника по соби у приватним насељеним домаћинствима                                  | 1.1      |
| 163 | Појединачна домаћинства са подовима од различитих материјала од земље                            | 22284    |
| 164 | Појединачна домаћинства у приземљу                                                               | 731      |
| 165 | Појединачна домаћинства са једном спаваћом собом                                                 | 11142    |
| 166 | Појединачна домаћинства са две спаваће собе и више                                               | 11909    |
| 167 | Појединачна домаћинства са једним собом                                                          | 3495     |
| 168 | Појединачна домаћинства са две собе                                                              | 5339     |
| 169 | Појединачна домаћинства са 3 собе и више                                                         | 14205    |
| 170 | Појединачна домаћинства која имају електрично светло                                             | 22628    |
| 171 | Појединачна домаћинства која немају електрично светло                                            | 429      |
| 172 | Појединачна домаћинства која имају водоводну воду у стамбеном простору                           | 20443    |
| 173 | Појединачна домаћинства која немају водоводну воду у стамбеном простору                          | 2555     |
| 174 | Појединачна домаћинства која имају тоалет                                                        | 22625    |
| 175 | Појединачна домаћинства која имају канализацију                                                  | 22612    |
| 176 | Појединачна домаћинства која немају канализацију                                                 | 393      |
| 177 | Појединачна домаћинства која имају електрично светло, довод воде из јавне мреже и канализацију   | 20183    |
| 178 | Појединачна домаћинства без икаквих услова                                                       | 493      |
| 179 | Појединачна домаћинства која имају радио                                                         | 18064    |
| 180 | Појединачна домаћинства која имају телевизор                                                     | 21384    |
| 181 | Појединачна домаћинства која имају фрижидер                                                      | 20200    |
| 182 | Појединачна домаћинства која имају машину за веш                                                 | 15330    |
| 183 | Појединачна домаћинства која имају аутомобил или комби                                           | 7686     |
| 184 | Појединачна домаћинства која имају рачунар                                                       | 6227     |
| 185 | Појединачна домаћинства која имају фиксну телефонску линију                                      | 6779     |
| 186 | Појединачна домаћинства која имају мобилни телефон                                               | 18007    |
| 187 | Појединачна домаћинства која имају приступ интернету                                             | 3794     |